# Mike Aldrete
Michael Peter Aldrete (né le 29 janvier 1961 à Carmel, Californie) est un ancien joueur américain de baseball. Il a joué dans les Ligues majeures pendant 11 saisons, de 1986 à 1996, et porté les couleurs de 7 équipes.
Aldrete est présentement instructeur adjoint à Mike Matheny chez les Cardinals de Saint-Louis.

## Carrière de joueur
Mike Aldrete, qui a partagé son temps entre le champ extérieur et le poste de joueur de premier but durant sa carrière, a évolué pour les Giants de San Francisco (1986-1988), les Expos de Montréal (1989-1990), les Padres de San Diego (1991), les Indians de Cleveland (1991), les Athletics d'Oakland (1993-1995), les Angels de la Californie (1995-1996) et les Yankees de New York (1996).
Il a connu sa meilleure saison en 1987 chez les Giants, avec une moyenne au bâton de, 325, 116 coups sûrs et 51 points produits. Il a également franchi la marque des 50 points produits la saison suivante.
À sa dernière saison en 1996, il a fait partie de l'équipe des Yankees championne de la Série mondiale.

## Carrière d'entraîneur
Mike Aldrete passe trois saisons avec des clubs-école des Diamondbacks de l'Arizona dans les ligues mineures. En 2001, il est entraîneur des frappeurs des Yakima Bears de la Ligue Northwest. En 2002, il est le manager de cette même équipe. En 2004, il est manager des Jethawks de Lancaster de la California League.
En 2004, Aldrete passe aux ligues majeures et est instructeur au premier but pour les Mariners de Seattle avant de retourner à la franchise des Diamondbacks de l'Arizona : il est leur entraîneur des frappeurs en 2005 et 2006.
En 2008, il est assistant entraîneur des frappeurs des Cardinals de Saint-Louis. Il est employé dans ce rôle durant quatre ans et fait partie du personnel d'entraîneurs des Cardinals lors de leur victoire en Série mondiale 2011. En 2012, il devient entraîneur-adjoint au manager Mike Matheny.